# Regionalny Komitet Doradczy Morza Bałtyckiego
Regionalny Komitet Doradczy ds. Morza Bałtyckiego, Bałtycki Regionalny Komitet Doradczy (Baltic Sea Regional Advisory Council – BS RAC) – komitet doradczy Rady Unii Europejskiej powołany decyzją Komisji Wspólnot Europejskich w ramach Wspólnej Polityki Rybołówstwa na mocy decyzji Rady z dnia 19 lipca 2004.
Spotkanie założycielskie Komitetu odbyło się 15 marca 2006 w Kopenhadze. Przewodniczącym Komitetu został Reine Johansson.
Komitet zrzesza podmioty gospodarcze związane z sektorem rybackim krajów bałtyckich oraz organizacje zajmujące się ochroną środowiska naturalnego i praw konsumentów.